# Vụ giẫm đạp Halloween tại Itaewon
Vụ giẫm đạp Halloween tại Itaewon (tiếng Hàn: 이태원 압사 사고, Hanja: 梨泰院壓死事故), cũng được gọi là Thảm họa Itaewon (tiếng Hàn: 이태원 참사, Hanja: 梨泰院慘事), diễn ra vào ngày 29 tháng 10 năm 2022 là một sự cố chèn ép gây chết người do đám đông xảy ra tại lễ hội Halloween ở Itaewon-dong, Yongsan-gu, Seoul, Hàn Quốc, khiến ít nhất 159 người chết và 196 người khác bị thương.
Sự cố chèn ép đám đông này là thảm họa tồi tệ nhất trong thời bình ở Hàn Quốc kể từ sau vụ lật phà Sewol vào năm 2014 khiến hơn 300 người thiệt mạng. Đây cũng là sự kiện thương vong hàng loạt lớn nhất ở Seoul kể từ sau vụ sập cửa hàng bách hóa Sampoong vào năm 1995 với 502 người chết và 937 người bị thương.

## Bối cảnh
Itaewon, nằm ở trung tâm Seoul, là một địa điểm tụ tập nổi tiếng vì khu vực này tổ chức các câu lạc bộ đêm và quán bar. Khoảng 100.000 người đã tham dự sự kiện Halloween ở Itaewon. Đây là lễ hội Halloween được nhiều người tham dự nhất trong khu vực kể từ sau đại dịch COVID-19. Đây cũng là sự kiện đầu tiên sau đại dịch COVID-19 ở Hàn Quốc, không bắt người tham gia đeo khẩu trang.

## Nguyên nhân

### Đùa giỡn và hiệu ứng domino

Hiệu ứng domino

Vào thời điểm xảy ra vụ việc, giữa đám đông đang tìm cách thoát ra từ đầu hẻm do quá đông, nhiều người đi trước kêu gọi "Đẩy". Họ đã đẩy và rơi như những quân Domino xuống đáy, gây ra tai nạn. Các nhân chứng tại hiện trường giải thích rằng một số người đã cố tình xô đẩy những người xung quanh.

### Nhiều người trong một con hẻm
Con hẻm gần Itaewon-ro 173, được gọi là Phố Ẩm thực Thế giới ở Itaewon, nơi xảy ra vụ tai nạn là một con đường xuống dốc hẹp, dài khoảng 45 m, nơi rộng nhất là 4m và nơi hẹp nhất là 3,2 m. Phố ẩm thực thế giới có nhiều câu lạc bộ nhỏ và lối vào ga Itaewon (tuyến tàu điện ngầm Seoul số 6) nằm ngay trước mặt, rất dễ đi lại nên thường rất đông người.

## Sự cố

Ở phía nam: "Đường Itaewon" (Itaewon-ro 이태원로) với ga tàu điện ngầm Itaewon (이태원역) Từ đó, "Phố Bogwang" (Bogwang-ro 보광로) rẽ nhánh về phía nam Ở phía bắc: "Phố Thế giới ẩm thực" (Itaewon-ro 27-ga-gil 이태원로27가길) Ở giữa: Phố với hiện trường chính (màu đỏ) của vụ tai nạn tại khách sạn Hamilton

Cảnh sát đã gặp khó khăn trong việc kiểm soát đám đông tại lễ hội. Một người tham dự cho rằng nó "đông hơn ít nhất gấp 10 lần so với bình thường". 
Đám đông bắt đầu tập trung vào lúc 22:20 giờ địa phương (KST), dọc theo một con hẻm gần lối ra thứ hai của ga Itaewon và khách sạn Hamilton. Các nhóm truyền thông địa phương cho biết mọi người tụ tập vào quán bar vì tin đồn rằng có một người nổi tiếng nào đó xuất hiện, hoặc kẹo tẩm ma túy được phân phát trong các câu lạc bộ.
Con phố nơi xảy ra vụ giẫm đạp được nối với Itaewon-ro, con phố chính của quận, với làn đường dốc lên ở đoạn cuối giao với một con phố khác, khiến mọi người bị chật cứng và bị đẩy dọc theo đoạn hẹp trong ngõ. Làn đường chỉ dài khoảng 45 mét và rộng 4 mét, cản trở nỗ lực tiếp cận đám đông của lực lượng chức năng. Các quan chức cấp cứu cho biết ít nhất 81 cuộc gọi đã được thực hiện bởi những người tham gia sự kiện, bảo rằng họ cảm thấy khó thở. Các bức ảnh và video trên mạng xã hội cho thấy cảnh hỗn loạn khi những người tham dự lễ hội mặc trang phục cố gắng hồi sức cho những người bị thương. Khi quá trình hồi sức thất bại, thi thể sẽ được các nhân viên y tế và cảnh sát đặt trên đường phố và phủ chăn. Một số thi thể đã được vận chuyển bằng xe cứu thương.
Thêm 83 xe cứu thương đến nơi muộn nhất là 23:45 KST. Tiếp nhận điện thoại và internet tạm thời bị quá tải và không hoạt động trong khu vực do số lượng liên lạc quá lớn. Nhiều nạn nhân đã được chở đến Bệnh viện Đại học Soonchunhyang gần đó. Một thông báo khẩn cấp đã được gửi đến điện thoại di động ở Yongsan, kêu gọi mọi người ngay lập tức trở về nhà vì một tai nạn khẩn cấp gần khách sạn Hamilton ở Itaewon. Theo Cơ quan Cứu hỏa Quốc gia và Bộ Nội vụ, 848 nhân viên khẩn cấp, bao gồm tất cả nhân viên có mặt tại Seoul và thêm 140 phương tiện và 346 nhân viên cứu hỏa từ khắp đất nước, đã được triển khai đến hiện trường. Các đơn vị cảnh sát quân sự của quân đội Hoa Kỳ thuộc lực lượng Hoa Kỳ đồn trú ở Hàn Quốc, đang thực hiện một cuộc tuần tra thường lệ trong khu vực với các sĩ quan từ Cơ quan Cảnh sát Quốc gia, đã hỗ trợ sơ cứu và duy trì trật tự công cộng tại hiện trường.

## Nạn nhân
Các quan chức Seoul cho biết vụ việc làm 159 người chết. Được biết tổng số người qua đời bao gồm 102 nữ và 57 nam. Hầu hết những người thiệt mạng ở độ tuổi thanh thiếu niên. 26 người nước ngoài nằm trong số những người thiệt mạng, bao gồm cả công dân Iran, Uzbekistan, Trung Quốc, Na Uy , Việt Nam, Nhật Bản... Ít nhất 196 người khác được xác nhận bị thương, mặc dù Cơ quan Cứu hỏa Quốc gia và Bộ Nội vụ và An toàn cho biết rằng gần 100 người bị thương với 50 người đang được chăm sóc y tế vì ngừng tim. Ngày 30 tháng 10 năm 2022, Đại sứ quán Việt Nam tại Hàn Quốc xác nhận một công dân Việt Nam đã thiệt mạng trong vụ việc trên. Thêm 4.024 người được liệt kê là mất tích.
| Quốc tịch  | Tử vong | Chú thích    |
| ---------- | ------- | ------------ |
| Hàn Quốc   | 133     | [ 5 ] [ 41 ] |
| Iran       | 5       | [ 42 ]       |
| Trung Quốc | 4       | [ 43 ]       |
| Nga        | 4       | [ 44 ]       |
| Nhật Bản   | 2       | [ 45 ]       |
| Hoa Kỳ     | 2       | [ 46 ]       |
| Úc         | 1       | [ 47 ]       |
| Áo         | 1       | [ 48 ]       |
| Pháp       | 1       | [ 49 ]       |
| Kazakhstan | 1       | [ 50 ]       |
| Malaysia   | 1       | [ 51 ]       |
| Na Uy      | 1       | [ 52 ]       |
| Sri Lanka  | 1       | [ 53 ]       |
| Thái Lan   | 1       | [ 54 ]       |
| Uzbekistan | 1       | [ 55 ]       |
| Việt Nam   | 1       | [ 56 ]       |
| Tổng cộng  | 159     |              |

## Hậu quả
Các thi thể trên đường phố đã được phủ một tấm trải giường màu xanh lam sau khi các nhân viên y tế thực hiện hô hấp nhân tạo. Một số thi thể đã được chở đi bằng xe cấp cứu. Sở cứu hỏa Yongsan cho biết số người chết có thể tăng lên do nhiều người bị thương đã được vận chuyển đến các bệnh viện trên toàn thành phố. Nhiều nạn nhân được chở đến Bệnh viện Đại học Soonchunhyang gần đó. Ngay cả sau khi hiện trường bị cảnh sát phong tỏa, các quán bar vẫn tiếp tục hoạt động. Nhiều người vẫn tiếp tục ăn mừng, không hề hay biết về thảm họa.
Cơ quan Cứu hỏa Quốc gia cho biết 848 nhân viên khẩn cấp, bao gồm 346 nhân viên cứu hỏa trên khắp đất nước, đã được triển khai đến hiện trường. Một số quân cảnh Hoa Kỳ thuộc Lực lượng Hoa Kỳ tại Hàn Quốc cũng được điều động để hỗ trợ các nạn nhân và duy trì trật tự công cộng tại hiện trường. Ước tính có khoảng 355 người mất tích được báo cáo vào ngày hôm sau. Cảnh sát cho biết sẽ xác định danh tính nạn nhân và chuyển thông tin cho người nhà. Một cuộc điều tra cũng sẽ được mở để xác định xem các quán bar và câu lạc bộ có tuân thủ các quy định về an toàn hay không.

## Phương tiện truyền thông
Các phương tiện truyền thông xã hội và các trang web trực tuyến ở Hàn Quốc đã đưa ra tuyên bố người dùng kiềm chế, không phát tán bất kỳ đoạn video nào hoặc thông tin khác về thảm họa. KakaoTalk, một ứng dụng nhắn tin được sử dụng rộng rãi ở Hàn Quốc, đã đưa ra thông báo tới tất cả người dùng, yêu cầu họ hành động thận trọng với thông tin về thảm họa, trong khi Naver và Twitter cũng đưa ra tuyên bố tương tự. Một tuyên bố chính thức của Hiệp hội Tâm thần kinh Hàn Quốc đặc biệt nhấn mạnh "các video và hình ảnh kinh hoàng" về thảm họa đang được chia sẻ mà không có bất kỳ sự sàng lọc nào, có thể gây ra ảnh hưởng tâm lý cho những người khác. Thảm họa và các sự kiện dẫn đến nó cũng đã được chia sẻ trực tiếp trên TikTok Live.

## Phản ứng

### Trong nước
Một tin nhắn khẩn cấp đã được gửi đến tất cả điện thoại di động ở Yongsan kêu gọi mọi người ngay lập tức trở về nhà do một tai nạn khẩn cấp gần khách sạn Hamilton ở Itaewon. Cơ quan Cứu hỏa Quốc gia cho biết 400 nhân viên khẩn cấp trên khắp đất nước đã được triển khai tới hiện trường.  Thị trưởng Seoul, Oh Se-hoon, người đang có chuyến công du châu Âu đã trở về Seoul. Tổng thống Hàn Quốc Yoon Suk-yeol đã tham dự một cuộc họp khẩn cấp. Ông đề nghị nhanh chóng chữa trị cho những người bị thương và xem xét sự an toàn của các địa điểm lễ hội. Tổng thống Yoon tuyên bố, Hàn Quốc sẽ tổ chức Quốc tang kéo dài đến ngày 5 tháng 11.
Vào ngày 31 tháng 10, khoảng 4.038 người, bao gồm thị trưởng, thủ tướng và tổng thống đã đến Seoul, tham dự một lễ tưởng niệm tại Quảng trường Seoul. Các đài tưởng niệm đã được xây dựng trên 17 thành phố bao gồm Busan, Daegu và Incheon. Bộ Y tế và Phúc lợi cho biết hỗ trợ tâm lý sẽ được cung cấp tại các quầy tư vấn tại các đài tưởng niệm ở Seoul. Hỗ trợ tâm lý cũng được cung cấp tại trường của các nạn nhân đang theo học. Chính phủ cam kết cung cấp tới 15 triệu won chi phí tang lễ, và 20 triệu Won tiền bồi thường.

### Quốc tế
Lực lượng quân đội Hoa Kỳ đồn trú tại Hàn Quốc đã gửi lời chia buồn về vụ việc. Nhiều nhà lãnh đạo thế giới, bao gồm Tổng thống Mỹ Joe Biden, Thủ tướng Anh Rishi Sunak, Thủ tướng Australia Anthony Albanese, Thủ tướng Canada Justin Trudeau, Tổng thống Pháp Emmanuel Macron, Thủ tướng Đức Olaf Scholz, Tổng thống Singapore Halimah Yacob, Chủ tịch nước Trung Quốc Tập Cận Bình, Thủ tướng Nhật Bản Fumio Kishida và Tổng thống Indonesia Joko Widodo chia buồn.
Ngày 30 tháng 10 năm 2022, Chủ tịch nước Việt Nam Nguyễn Xuân Phúc đã gửi điện chia buồn đến Tổng thống Hàn Quốc Yoon Suk-yeol.

### Doanh nghiệp
Lĩnh vực bán lẻ và giải trí của Hàn Quốc đã rút sản phẩm khỏi kệ hàng hoặc hủy bỏ các sự kiện. Tất cả lễ hội tại các công viên giải trí bao gồm Everland ở Yongin và Lotte World ở Jamsil đã bị hủy bỏ. Các cửa hàng Starbucks đã tạm dừng các chương trình khuyến mãi Halloween và bán các sản phẩm theo chủ đề cho đến ngày 1 tháng 11. Các chuỗi cửa hàng tiện lợi bao gồm CU và GS25 đã ngừng bán trực tuyến các sản phẩm có chủ đề Halloween. SM Entertainment thông báo rằng các sự kiện Halloween theo lịch trình của họ sẽ không được diễn ra.
Sau khi tuyên bố thời gian quốc tang kéo dài một tuần, các đài truyền hình lớn như KBS, MBC, SBS, tvN và JTBC đã đình chỉ tất cả các chương trình âm nhạc và giải trí của họ bắt đầu từ ngày 30 tháng 10 để đưa tin liên tục.
MBC cũng đã hủy bỏ buổi giới thiệu sản xuất World Cup 2022 ở Qatar dự kiến được tổ chức vào ngày 1 tháng 11. Trong ngành công nghiệp âm nhạc, các buổi hòa nhạc bị hủy bỏ và lịch phát hành album của một số nghệ sĩ tạm thời bị hoãn lại.